# Ave Crux Alba
Ave Crux Alba (Salve, Cruz Blanca en latín), es el himno de la Orden de Malta.
El maestro Alfredo Consorti la compuso como marcha triunfal de la Orden de Malta en 1930 y la dedicó al Gran Maestre. En noviembre de 1932, como muestra de gratitud, el entonces Gran Maestre Fra ' Ludovico Chigi Albani della Rovere emitió un decreto, otorgando al Maestro Alfredo Consorti la membresía de Tercera Clase, en calidad de donado de devoción. Poco después, el Ave Crux Alba fue adoptado como himno oficial de la Soberana Orden de Malta.
Hoy en día se suele interpretar en presencia del Gran Maestre durante visitas de estado y actos oficiales. Aunque el himno generalmente no se canta, originalmente también tenía texto.

## Letra en latín
« Ave Crux alba, summae pietatis signum,
Ave Crux alba, salutis nostra sola spes,
Corda fidelium inflamma, adauge gratiam, adauge gratiam.
Ut omnia vincat tuorum ardens caritas,
Ut omnia vincat tuorum ardens caritas. »

## Traducción al castellano
Salve, Cruz Blanca, signo de nuestra piedad,
Salve, Cruz Blanca, nuestra única esperanza de salvación.
Inflama los corazones de los fieles,
y los llena de gracia, los llena de gracia.
Que la ardiente caridad de los tuyos todo lo venza.
Que la ardiente caridad de los tuyos todo lo venza.